# Liste von Schiffen mit dem Namen Stromboli
Den Namen Stromboli trugen bzw. tragen mehrere italienische Kriegsschiffe.

## Herkunft
Stromboli ist eine italienische Insel mit dem gleichnamigen, noch aktiven Vulkan im Mittelmeer. 

## Namensträger
- Stromboli (1844), eine 1865 außer Dienst gestellte Korvette der Marine des Königreichs beider Sizilien und der italienischen Regia Marina
- Stromboli (1886), ein Torpedokreuzer der italienischen Regia Marina, der 1907 außer Dienst gestellt wurde
- Stromboli (1916), ein 1892 als Boheme in Spanien vom Stapel gelaufenes Schiff, von 1916 bis 1919 als Schlepper im Dienst der Regia Marina
- Stromboli (1940), ein in Castellammare di Stabia gebautes Transportschiff der Regia Marina, das 1943 bei Lampedusa versenkt wurde
- Stromboli (1948), ein Transportschiff der Marina Militare, das 1972 außer Dienst gestellt wurde
- Stromboli (A 5327), ein 1975 vom Stapel gelaufenes Versorgungsschiff der italienischen Marine und Typschiff der Stromboli-Klasse